# Урмия (город)
У́рмия (перс. ارومیه‎, азерб. اورمو، اورومیه/Urmiya, Urmu, курд. Urmiyê/ورمێ, арм. Ուրմիա, ассир. ܐܘܪܡܝܐ) — город в Иране, административный центр остана Западный Азербайджан, расположенный на западном берегу озера Урмия.
Население — 577 307 человек (2006). Основную часть населения составляют азербайджанцы и курды, кроме того, имеются ассирийские и армянские общины.

## История
Урмия много веков была центром сообщества аcсирийцев-несториан. В конце XIX века христиане составляли около половины населения города. Среди урмийских несториан в течение XIX века появились западные христианские миссии — американская (пресвитерианская) с 1830-х годов, французская (католическая) и английская (епископальная или «миссия Архиепископа Кентерберийского)» с середины 1880-х годов. Они занимались созданием школ, изданием различной литературы, ходатайством за ассирийцев (через дипломатические представительства) перед персидскими властями. В 1898 году к ним присоединилась и российская православная миссия.
Под конец Первой Мировой войны в районе Урмии были отмечены острые вооружённые конфликты, в которых участвовали курды, азербайджанцы, ассирийцы и т. д. По иранским данным в Урмии и его окрестностях при активном участии христианских религиозных миссий айсорские вооружённые отряды убили около 6100 азербайджанцев. За четыре года город дважды занимали османские войска. Христианское население истреблялось, а храмы и учреждения миссий подвергались разорению. В 1918 году ассирийцам пришлось бежать в Ирак и в Закавказье.

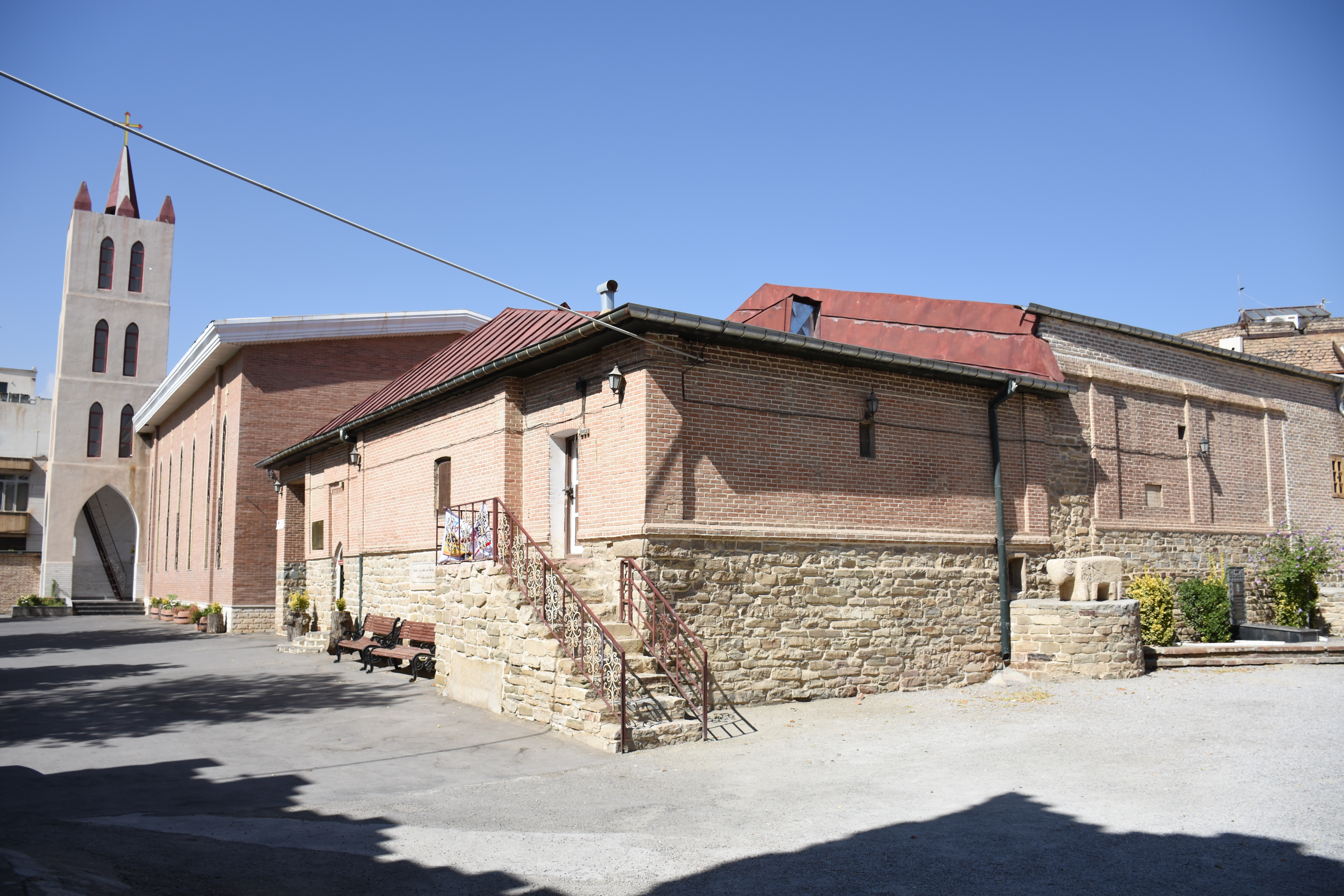
Церковь Март-Марьям

Но Урмия остается исторической родиной ассирийцев. Там сохранилась небольшая ассирийская община, сплочённая вокруг древней церкви Март-Марьям. В Урмию регулярно прибывают ассирийцы из диаспоры, чтобы поклониться земле своих предков, поучаствовать в фольклорных фестивалях и спортивных соревнованиях.

## Климат
| Показатель                    | Янв.  | Фев. | Март | Апр. | Май  | Июнь | Июль | Авг. | Сен. | Окт. | Нояб. | Дек. | Год   |
| ----------------------------- | ----- | ---- | ---- | ---- | ---- | ---- | ---- | ---- | ---- | ---- | ----- | ---- | ----- |
| Абсолютный максимум, °C       | 16,4  | 18,0 | 26,0 | 26,0 | 30,6 | 36,0 | 38,0 | 38,0 | 35,0 | 30,0 | 22,0  | 17,0 | 38,0  |
| Средний суточный максимум, °C | 1,7   | 3,7  | 10,2 | 16,5 | 22,0 | 27,4 | 31,2 | 30,6 | 26,9 | 19,5 | 12,4  | 5,7  | 17,3  |
| Средняя температура, °C       | −3,3  | −1,5 | 4,5  | 10,5 | 15,5 | 20,2 | 23,8 | 23,1 | 19,0 | 12,5 | 6,1   | 0,4  | 10,9  |
| Средний суточный минимум, °C  | −7,2  | −5,8 | −0,5 | 4,7  | 8,7  | 12,4 | 16,2 | 15,5 | 11,1 | 6,2  | 1,1   | −3,4 | 4,9   |
| Абсолютный минимум, °C        | −22,8 | −22  | −19  | −12  | −1,6 | 4,0  | 10,0 | 8,0  | 3,4  | −5   | −13,4 | −20  | −22,8 |
| Норма осадков, мм             | 32    | 31   | 50   | 58   | 46   | 15   | 4    | 2    | 3    | 31   | 37    | 32   | 346   |
| Источник: NOAA                |       |      |      |      |      |      |      |      |      |      |       |      |       |

## Достопримечательности

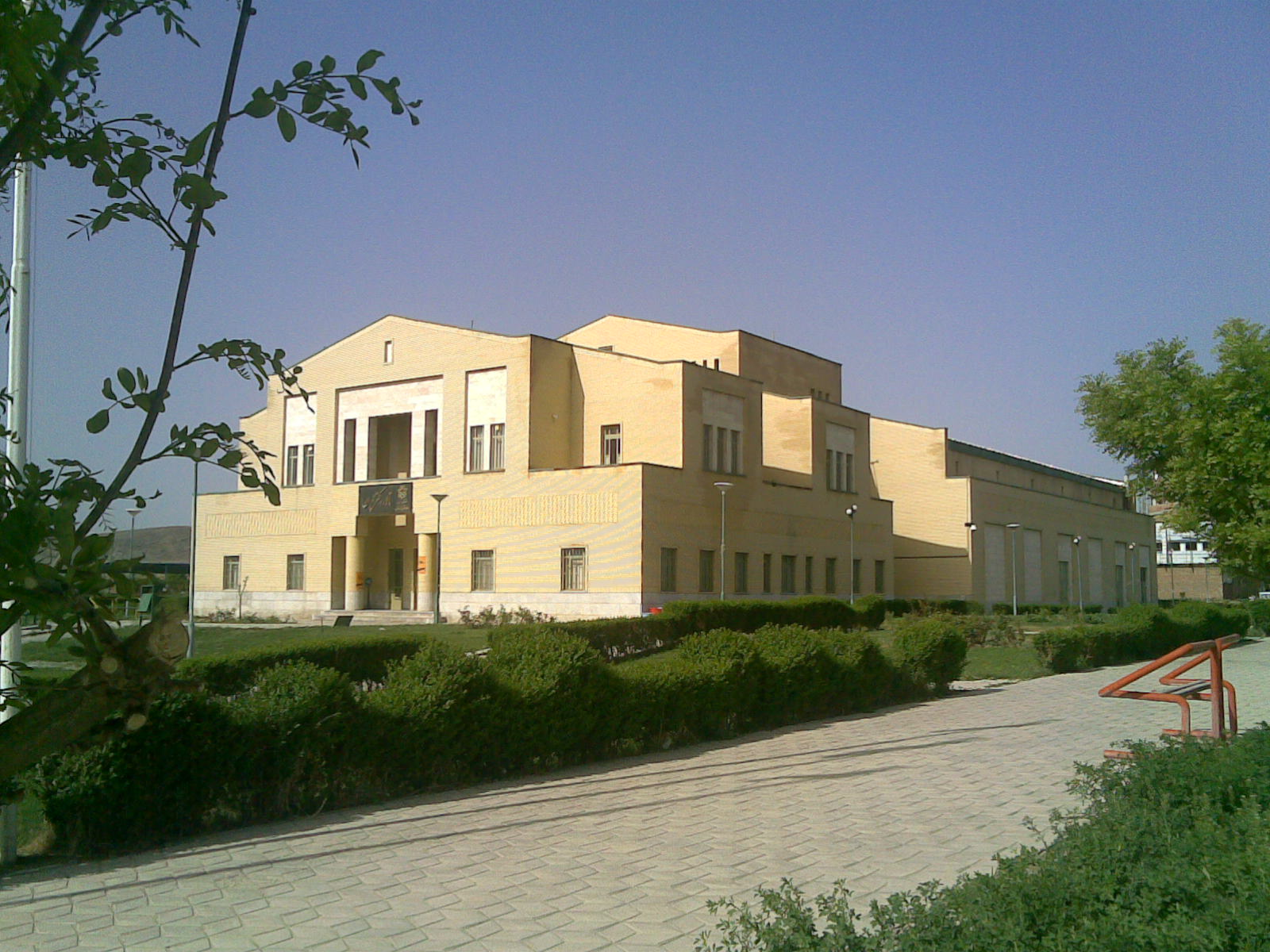
Здание университета в Урмии

В Урмии имеется очень большое количество мечетей [какое?]. Кроме них, существуют весьма интересные и примечательные ассирийские христианские церкви. Древнейшая урмийская церковь — Мар-Фома, как утверждается, была построена апостолом Фомой. Весьма большой интерес представляет древний христианский храм под названием Моёхнё, относящийся к V веку н. э.
Важным памятником урмийской исламской архитектуры следует назвать городскую Соборную мечеть XIII века, эпохи Ильханов. Территориально расположена в центральной части городского базара. Мечеть обладает весьма внушительными размерами, у неё есть просторная молельня, построенная из кирпича (его середина покрыта большим куполом). Весьма примечателен михраб мечети, поскольку на нём имеются красивые лепные украшения и великолепные каллиграфические росписи. Поэтому его относят к наиболее выдающимся художественным произведениям времени Ильханидов. Мечеть в 1768 году была обновлена.
Остров Джезирейе-Эшек расположен в озере Урмия, к востоку от города Урмия. Он имеет площадь в 2115 га. На нём обитает иранская лань — один из редчайших видов оленей в мире; а также расположен чистый источник пресной воды.
Важный центр туризма и отдыха для жителей Урмии — городской парк под названием Аллёр-Багы на берегу реки. Это — один из самых больших и красивых городских парков, расположенных в южной части города, рядом с мостом Юч-Гёзлю (азерб.: Три источника). В парке полно зелени, есть большие площадки для размещения людей, стоят бюсты великих иранских культурных деятелей, для развлечения горожан есть лодки и коляски с лошадьми.
Лесопарк Шейх-Тепе — также один из важных туристических мест города, расположенный в юго-восточной части Урмии, на возвышенности, около древнего мидийского кургана Шейх-Тепе, который возник ещё до принятия мидянами и персами зороастрийской веры.
Церковь Мар-Даниэль расположена в 25 км к северу от города Урмия. Она построена, по всей вероятности, в первом тысячелетии н. э. на берегу реки Назлы-Чай. Она сооружена из камней ещё в период правления Сасанидов. В Первую мировую войну она была наполовину разрушена, однако в последние годы восстановлена.
На юго-востоке города Урмия находится Трёхкупольная башня, относящаяся к периоду Сельджукидов. Она имеет цилиндрическую форму и построена из камня и кирпича. Диаметр башни — 5 м, а высота её — 13 м. Около входа в башню расположена гробница, украшенная куфическими надписями. Вероятно, в гробнице или же в самой башне похоронен один из сельджукских вельмож. Сама башня богато украшена цветочными узорами, лепниною и надписями куфическим шрифтом.

## Демография
По данным переписей населения Ирана, численность населения Урмии менялась следующим образом: 435,2 тыс. человек в 1996 г., 583,3 тыс. в 2006 г., 667,5 тыс. в 2011 г. и 736,2 тыс. в 2016 г. Среднегодовые общие темпы роста населения оказались равны 2,97 % в 1996—2006 гг., 2,73 % в 2006—2011 гг. и 1,98 % в 2011—2016 гг. Их существенное падение свидетельствует о резком снижении рождаемости у урмийцев. Доля города Урмия в населении одноимённого шахрестана выросла с 69,3 % в 2011 г. до 70,6 % в 2016 г.

## Известные уроженцы
- Сафиаддин Урмави — музыковед, композитор, поэт и каллиграф XIII века.
- Фатьма Мухтарова — оперная певица.